# Batrachorhina induta
Batrachorhina induta là một loài bọ cánh cứng trong họ Cerambycidae.